# Norra vattentornet, Örebro

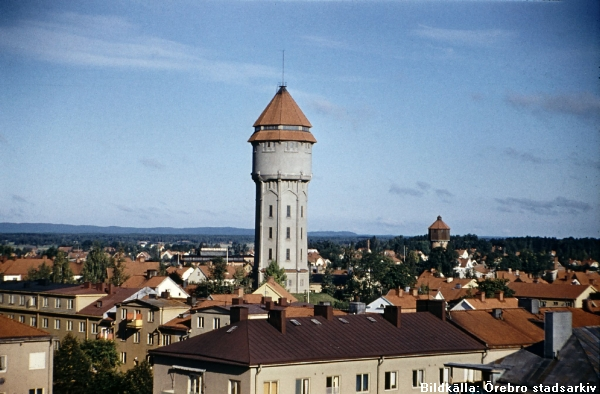
Norra vattentornet Örebro år 1956.

Norra vattentornet var ett vattentorn i Örebro som invigdes 1915 och togs ur bruk 1958.
År 1888 invigdes Örebro vattenledning samtidigt som det Södra vattentornet togs i bruk. På grund av stadens tillväxt blev vattenförsörjningen redan på 1910-talet otillräcklig, och beslut fattades om att bygga ett nytt vattentorn på norr i staden.
Mark för tornet inköptes redan 1910, men byggnationen påbörjades av finansiella skäl först 1914. Det nya vattentornet stod klart att tas i bruk år 1915. Tornet var 51 meter högt och cisternen rymde 550 000 liter.
År 1958 togs både Södra och Norra vattentornen ur bruk, då stadens nya vattentorn Svampen stod klart. Norra vattentornet revs 1968.